# Flughafen Nakhon Sawan

i7
i11
i13
Der Flughafen Nakhon Sawan (ICAO-Code: VTPN) ist ein regionaler Flughafen im Landkreis Amphoe Mueang Nakhon Sawan, südlich von Nakhon Sawan, der Hauptstadt der Provinz Nakhon Sawan in der Nordregion von Thailand.

## Fluggesellschaften und Flugziele
- Der Flughafen wird zurzeit von keiner Linienfluggesellschaft angeflogen.